# しながわ探検隊
しながわ探検隊（-たんけんたい）は、テレビ東京で1989年10月7日から1995年12月30日まで放送された品川区の広報番組。放送時間は毎週土曜日の15:55 - 16:00。全326回放送。

## 概要
- 森川正太を"探検隊長"に迎え、一般参加者の"隊員"とともに品川区の歴史や名所、区の活動、地域ごとのイベントや地域に携わる人々などをレポートする。1992年10月からは森川に代わりたけし軍団のガダルカナル・タカが隊長を務めた。
- 1995年3月にタカが降板してからは、"しながわ探検隊 J（ジャーナル）"に改題し、視聴者によるビデオ･レポート[2]に衣替えした（番組最終回まで）。
- 現在はケーブルテレビ品川で『復活!しながわ探検隊』として再放送されている（2017年3月までは毎週金曜日に放送していたが、同年4月から2022年5月まで毎週水曜日に移動して継続していた）。
- 品川区立品川図書館ではDVDでの蔵書があり、閲覧、貸し出しが可能である。

## 出演

### 探検隊長
- 森川正太（初代。番組開始～1992年9月）
- ガダルカナル・タカ（2代目。1992年10月～1995年3月[3]）

### 隊員
初代
- 森川小正太
- 吉川桃太郎

2代目
- 井手らっきょ（たけし軍団）
- ダンカン（たけし軍団）

2代目〜探検隊J
- 林家いっ平（現・二代目林家三平）
- 山口桂

探検隊J
- 郷田ほづみ
- 吉村夏枝

### ナレーター
- 槇大輔（しながわ探検隊 Jのみ。レポーターとしても出演したことがある）